# 拓跋王后
拓拔王后（?—?），北凉哀王沮渠牧犍王后，即北魏明元帝拓跋嗣之女武威公主。北凉永和五年（437年）被哥哥太武帝拓跋焘许配给河西王沮渠牧犍，沮渠牧犍立武威公主为王后，被迫废黜原来的王后李敬受。
出于对大国的敬畏，沮渠牧犍对刚到北凉时的武威公主还比较尊敬和体贴。但不久后，沮渠牧犍就和嫂子李氏通奸，冷落武威公主。武威公主知道后，大骂沮渠牧犍。沮渠牧犍却更加讨厌拓跋王后，更喜欢李氏。李氏向拓跋王后下毒，拓跋王后呕吐，并没丧命。
消息传到北魏都城平城（今山西大同），太武帝立即敕命沮渠牧犍交出李氏。沮渠牧犍却把李氏送到酒泉。太武帝勃然大怒，亲征北凉。永和七年（439年）八月，北魏大军包围了北凉都城姑臧（今甘肃武威），沮渠牧犍出城投降。沮渠牧犍亡国，只因他是武威公主的丈夫，仍受到厚遇。
北魏太平真君八年（447年），有人密告沮渠牧犍谋反，沮渠牧犍遂被太武帝赐死，太武帝把武威公主嫁给左将军、南郡公李盖，武威公主之女也被封为武威公主。公主另一女嫁司马金龙。